# El Supergrupo (historieta de 1979)
El supergrupo es el segundo álbum de la serie de historietas Superlópez, compuesto por ocho aventuras cortas que son El supergrupo, ¡Un jefe para el supergrupo! El entrenamiento del Supergrupo, ¿Un traidor en el supergrupo...?, ¡El supergrupo en acción!, Las vacaciones del supergrupo, Batalla por un chupatintas y Efímera victoria.
Las historietas cortas se caracterizan por no tener mucho argumento y sin apenas fondos, a diferencia de los álbumes posteriores de la serie. En las reediciones llevadas a cabo en Colección Olé, el álbum tuvo que ser dividido en dos partes debido a su longitud.
El supergrupo se encuentra formado por Capitán Hispania (parodia de Capitán América), El Bruto (parodia de La Cosa), Latas (parodia de Iron Man), El Mago (parodia de Dr. Extraño) y La Chica Increíble (parodia de Jean Grey).

## Trayectoria editorial
En Alemania, donde el personaje recibió el nombre de Super-Meier, la editorial Condor Verlag publicó en 1982 varios de los capítulos de esta aventura en su segundo número y el resto en el tercero, utilizando la portada del álbum Aventuras de Superlópez, mientras que la portada de este álbum fue utilizada en el primer número.